# Pont du Carrousel
Il Pont du Carrousel è un ponte di Parigi che attraversa la Senna. Esso collega il I arrondissement (Quai des Tuileries), sulla riva destra del fiume, con il VI e VII arrondissement (Quai Voltaire), sulla riva sinistra.

## Storia

### Pont du Carroussel o pont des Saints-Pères del 1834
Chiamato in genere Pont du Carroussel, esso era parimenti detto "pont des Saints-Pères" poiché costituiva il prolungamento della rue des Saints-Pères. Inoltre era talvolta detto "pont du Louvre", poiché sulla riva destra sboccava di fronte al Museo del Louvre.

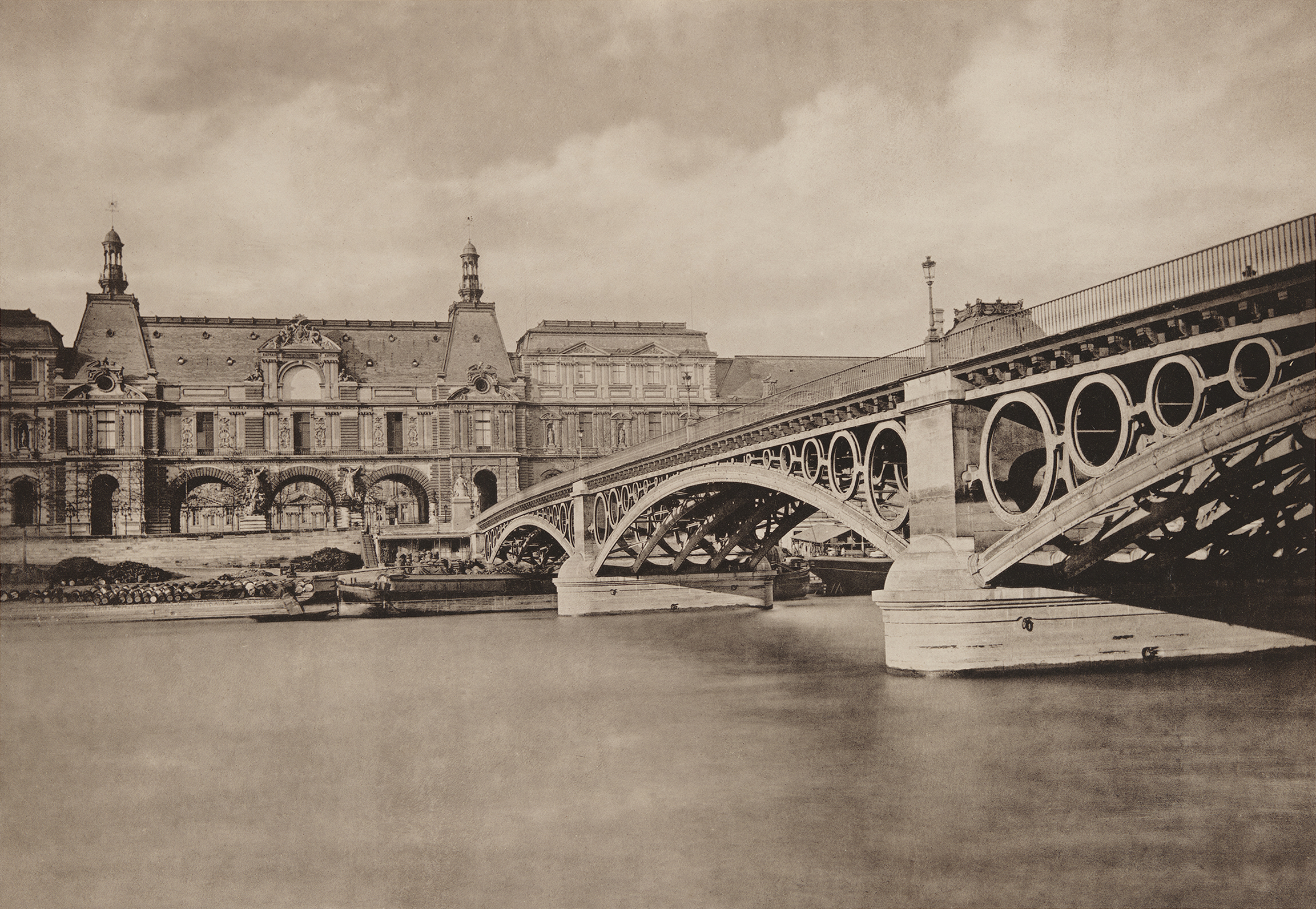
Il pont des Saints-Pères (fotografia d'Hippolyte-Auguste Collard, 1883)

Un'ordinanza regia dell'11 ottobre 1831 autorizzò la costruzione del ponte, dichiarandone concessionario M. Rangot. Quest'ultimo trasferì i suoi diritti a M. Borde. La concessione era prevista per trentaquattro anni e dieci mesi a partire dal 1º gennaio 1833 e quindi sarebbe durata fino al 1º novembre 1867.
Il suo ideatore, l'ingegnere Antoine-Rémy Polonceau, diede prova di un grande senso dell'innovazione poiché realizzò un ponte ad arco mentre la tendenza di allora era quella di costruire ponti sospesi. La struttura complessa in ghisa e in legno è altresì audace, cosa che gli valse alcune critiche. Così i cerchi in ferro che decorano la struttura metallica vennero definiti ironicamente «cerchi di salvietta». A ciascun angolo del ponte si elevano sculture di Louis Petitot (tuttora presenti sul ponte odierno) rappresentanti L'Abbondanza, L'Industria, La Senna e La Città di Parigi.
Il ponte fu aperto alla circolazione il 30 ottobre 1834. Esso è lungo in totale 169,5 metri e largo (distanza fra i parapetti) 11,85 metri ed è costituito da tre archi di 47,67 metri d'apertura.
Il 28 dicembre 1849, la città di Parigi sottoscrive un accordo, approvato per decreto il 14 febbraio 1850, per riscattare il pedaggio per 1 766 656 franchi pagabili in rate annue tra il 1º settembre 1850 e e il 1º novembre 1867.
Sotto il Secondo impero, il ponte, che si trovava su un asse collegante le stazioni di Montparnasse e Saint-Lazare, vide aumentare la sua circolazione. Il prefetto, barone Haussmann, intendeva sostituirlo con un ponte più largo nell'asse dei passaggi del Louvre realizzati dall'architetto Hector-Martin Lefuel, nel quadro di un grande progetto che riunisse il Louvre e il Palazzo delle Tuileries. Questo progetto fu abbandonato a seguito dello scoppio della guerra franco-prussiana.
Nel 1883 il ponte fu chiuso alla circolazione per sei mesi per rimpiazzare una parte delle travi e delle traverse. I tecnici che eseguirono le sostituzioni consigliarono di cambiare l'impalcato in legno del piano stradale con uno di ferro martellato. Ciò fu fatto nel 1906.
Nonostante questa riparazione, il ponte risultava troppo stretto e si muoveva 
.
Tra ottobre 1905 e novembre 1906, ebbe luogo una discussione per l'intromissione della rivista Le Béton armé fra la ditta Hennebique, rappresentata dall'ingegner L. Quesnel, e Jean Résal, che era l'ingegnere capo del Servizio della Navigazione della Senna e dei ponti di Parigi. Hennebique voleva mostrare la superiorità del cemento armato e il proprio interesse economico.

### Pont du Carrousel del 1935
Nel 1930 il ponte fu ritenuto di altezza insufficiente per la navigazione fluviale e si decise di distruggerlo totalmente per rimpiazzarlo con un'opera più a valle di fronte ai passaggi del Louvre.
Il nuovo ponte fu concepito dal Servizio dei ponti di Parigi con gli ingegneri Henri Lang e Jacques Morane, aiutati dagli architetti Gustave Umbdenstock e Tourry: esso riprese la forma generale del ponte precedente con i suoi tre archi, ma fu ora realizzato in cemento armato, confermando la proposta fatta da Hennebique nel 1905. L'ingegnere dei Ponts et chaussées, Jacques Morane, scrisse sulla rivista Travaux, del luglio 1935, che:
(Jacques Morane, Travaux, del luglio 1935)
Il progetto di massima fu presentato nel 1932. I lavori furono autorizzati con decreto del Consiglio di Stato il 26 agosto 1933. Il progetto definitivo fu aggiudicato il 23 maggio 1935. I lavori iniziarono per la parte a valle chef u posta in servizio prima della demolizione del vecchio ponte. La seconda guerra mondiale fermò i lavori di sistemazione sulla riva sinistra.
Raymond Subes ha concepito, per l'illuminazione del ponte, un ingegnoso sistema telescopico posto in funzione nel 1946 (le lampade si alzavano dai 13 metri di altezza durante il giorno ai 20 durante la notte), che si guastò poco dopo l'entrata in servizio e che è stato restaurato nel 1999.

### Galleria di foto storiche

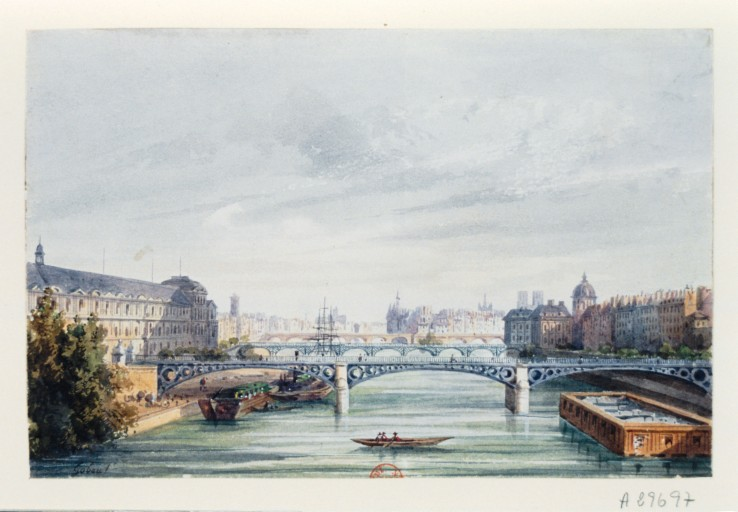
Il pont des Saint-Pères
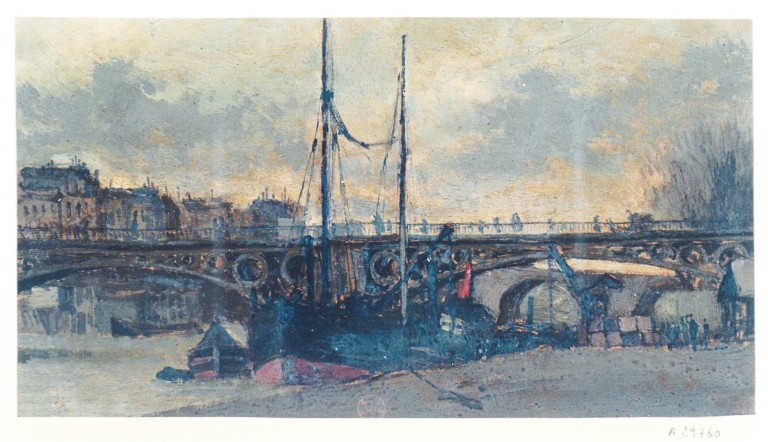
Il pont des Saint-Pères
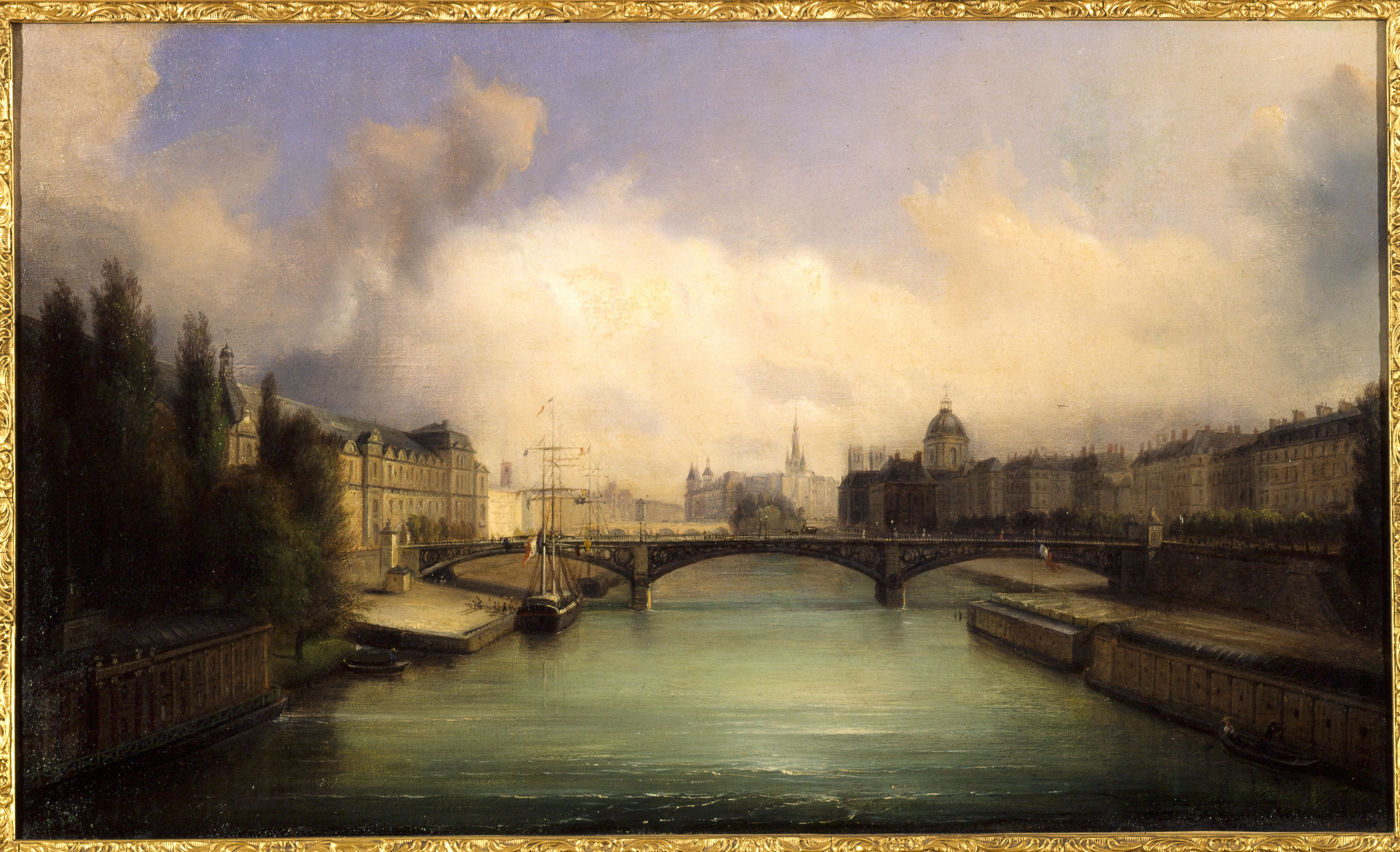
Il Pont des Saints-Pères nel 1855 - Paris vu du pont Royal (1855) di François-Edmée Ricois (museo Carnavalet, Parigi)
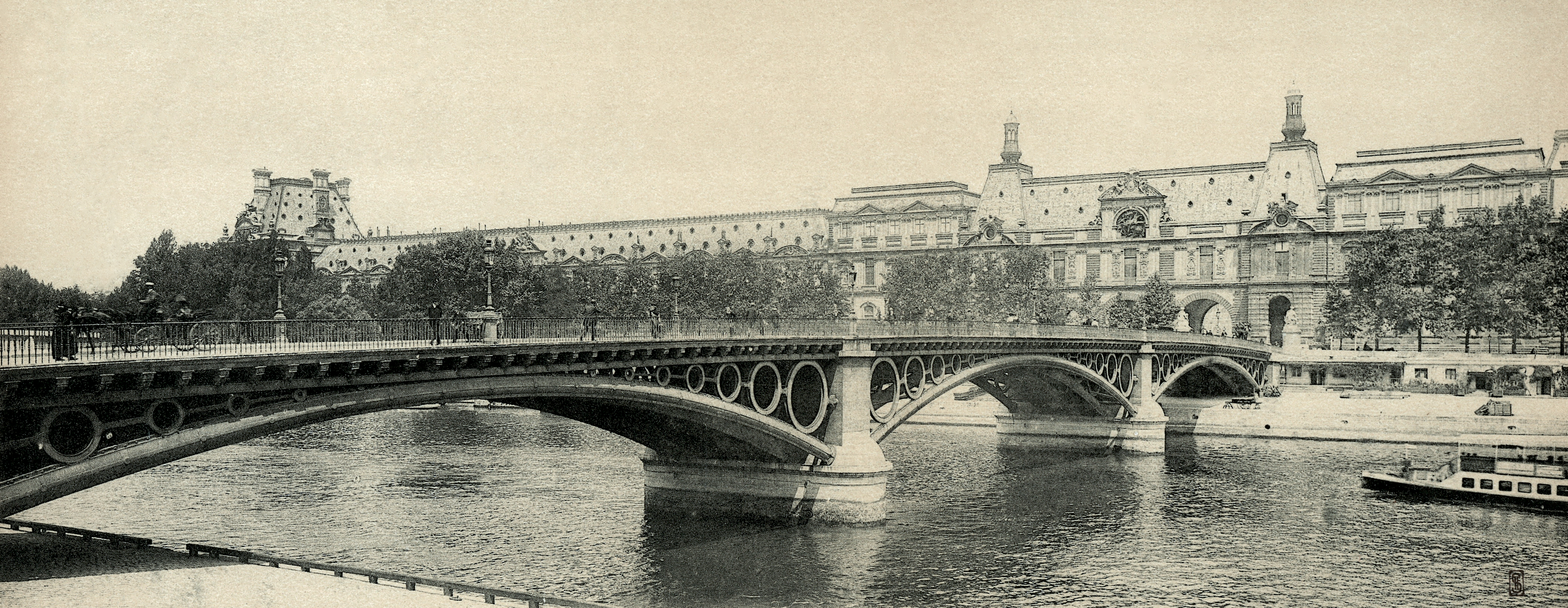
Il pont du Carrousel verso il 1900

## Descrizione

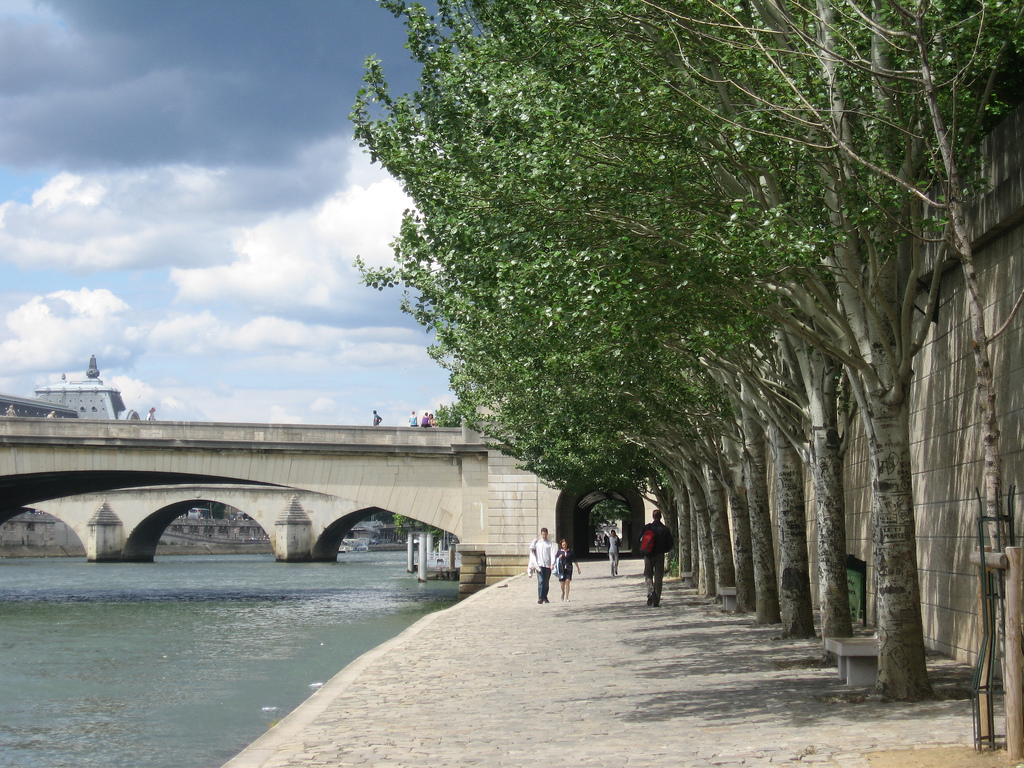
Il pont du Carrousel dalla riva destra
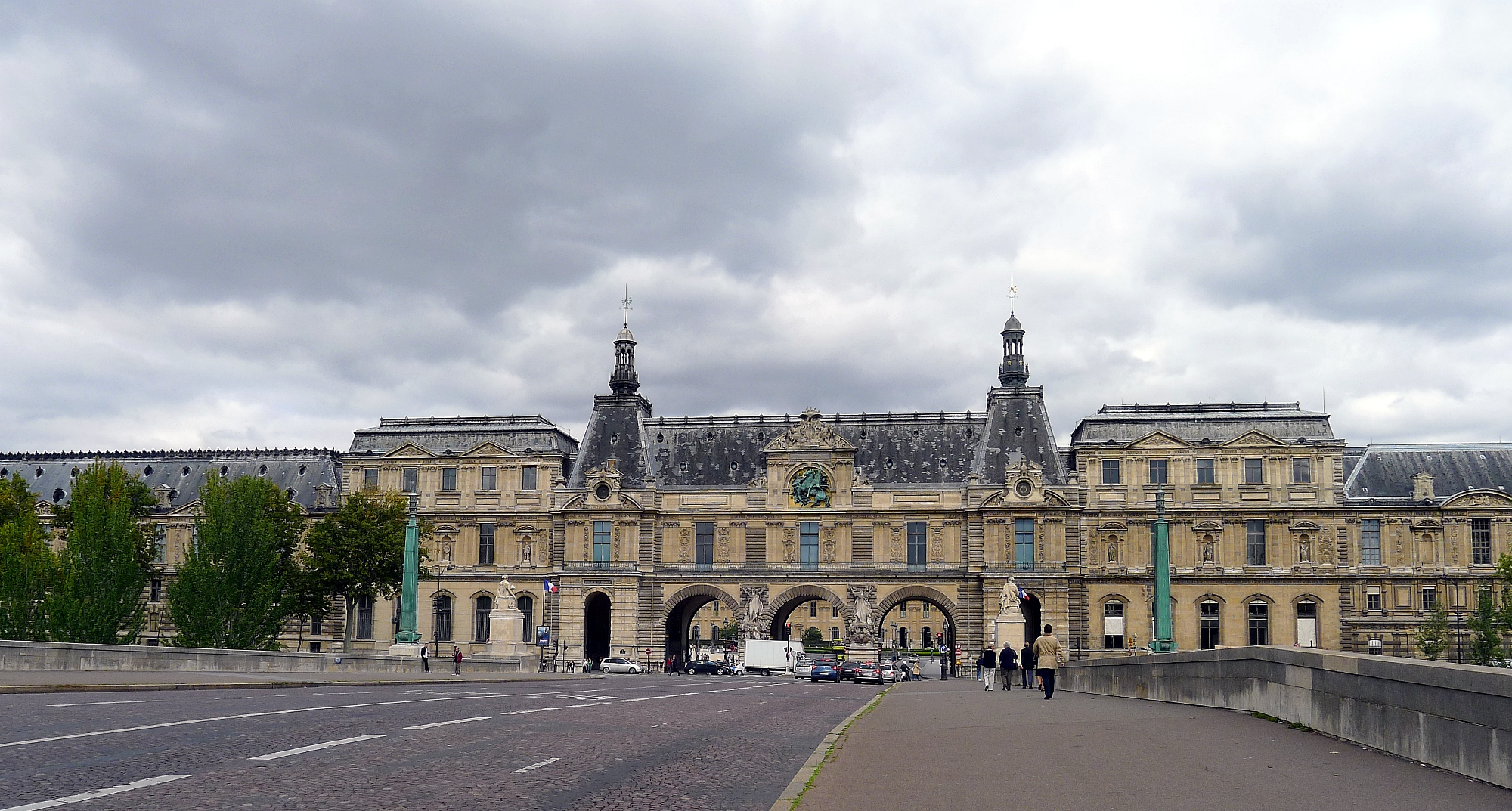
Dal pont du Carrousel in direzione del Louvre

## Avvenimenti
Il 1º maggio 1995 Brahim Bouarram, un marocchino di 29 anni, fu gettato nella Senna da una banda di skinhead uscita dalle file di una manifestazione del Front national.
Nel 2003, il sindaco di Parigi Bertrand Delanoë, a nome dei cittadini di Parigi ha onorato la sua memoria e quella di tutte le vittime del razzismo con la posa di una lapide in memoria e per respingere l'odio. 

## Trasporti
Il ponte è servito dalla stazione Palais Royal-Musée du Louvre della metropolitana di Parigi.

## Il ponte nelle arti

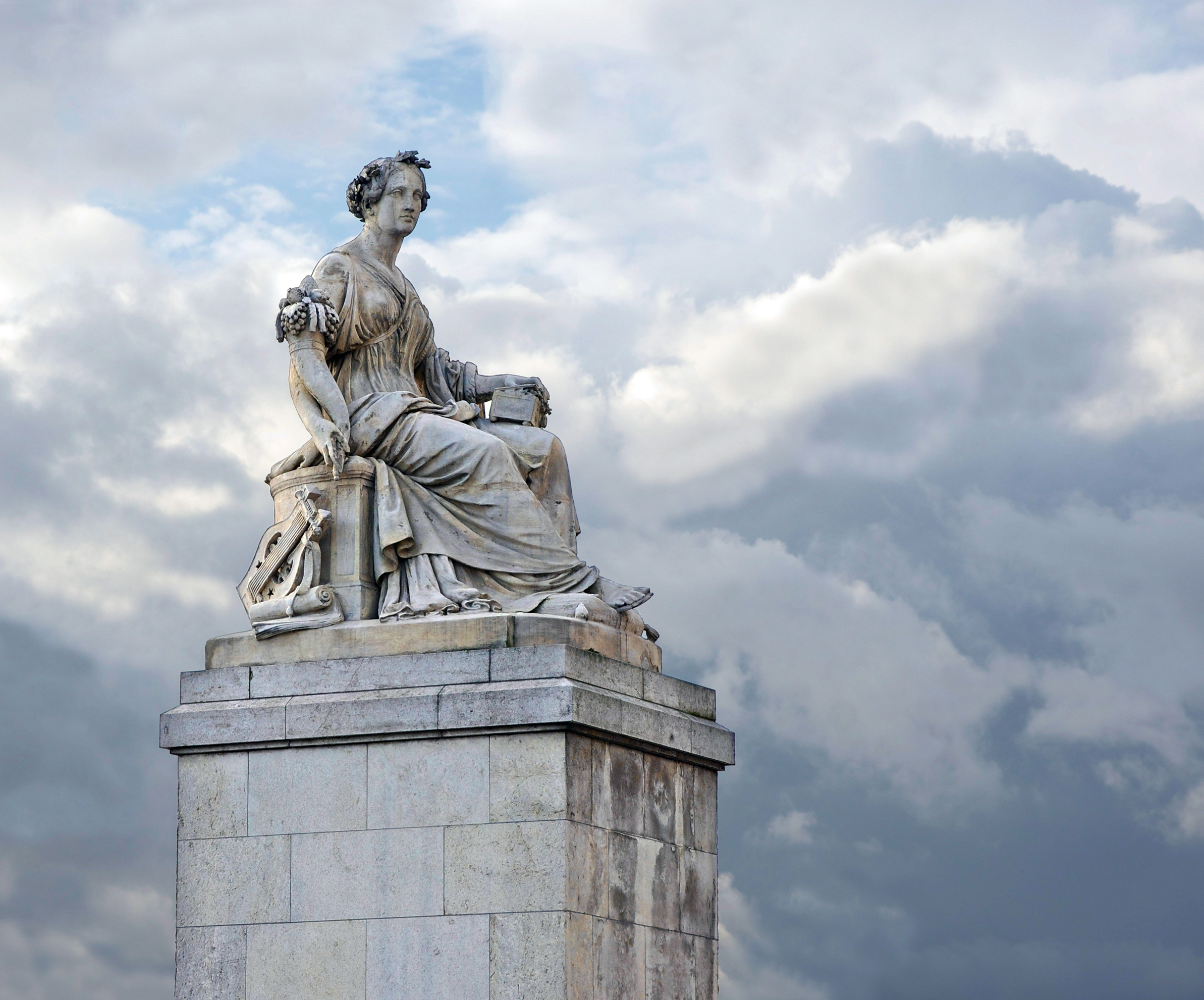
L'Abbondanza di Louis Petitot, 1846, Pont du Carrousel a Parigi.

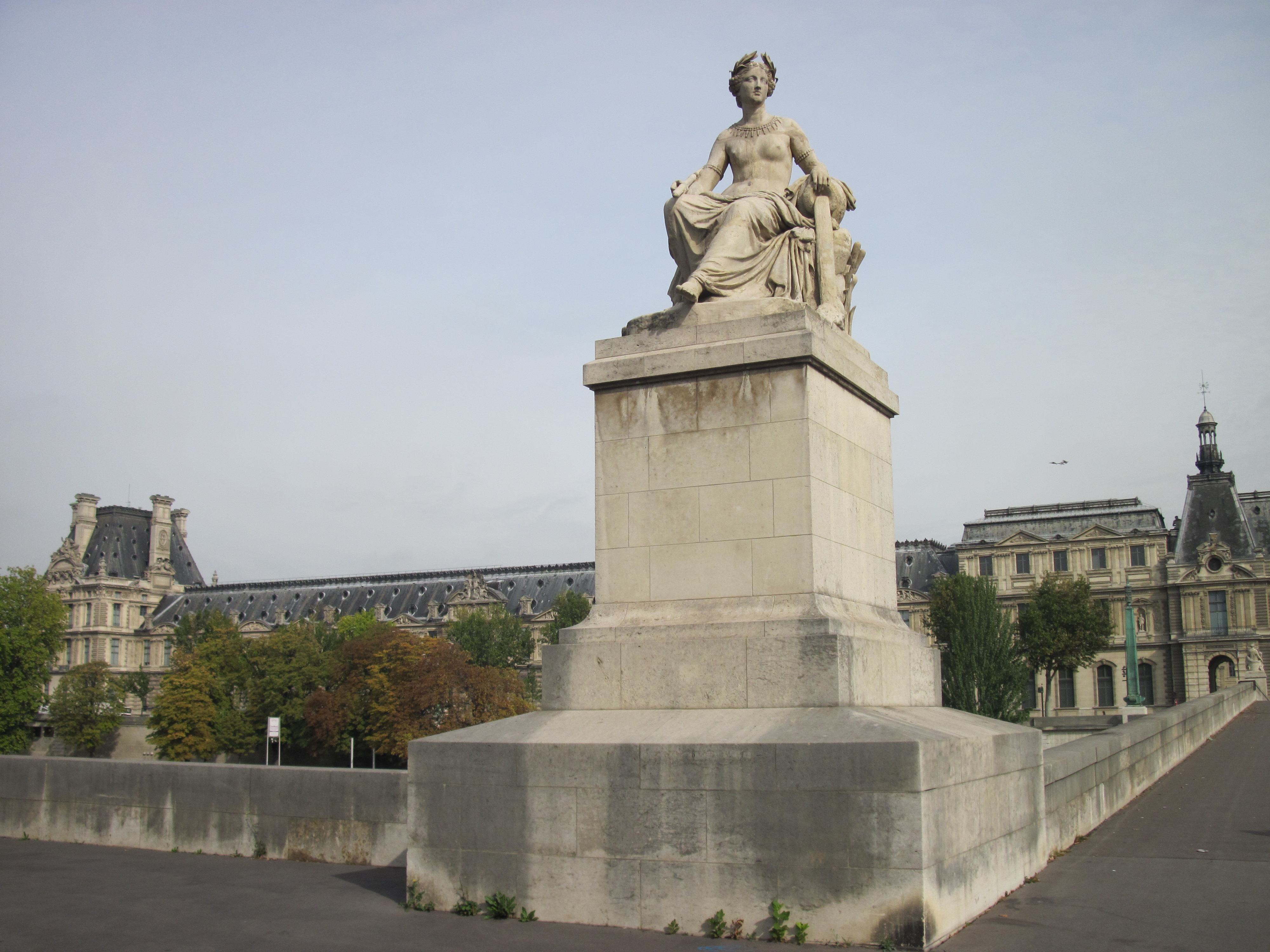
La statua simbolizzante la Senna, di Louis Petitot.

- Il pittore neo-impressionista Maximilien Luce ha dipinto nel 1890 un olio su tela dal titolo Le Louvre et le pont du Carrousel. Effet de nuit.
- Georges Stein ha dipinto un quadro dal titolo Paris - Le Pont du Carrousel, rappresentante alcuni personaggi circolanti sul ponte davanti ai passaggi del Louvre.
- L'americano Edward Hopper rappresentò il primo ponte nel suo quadro del 1907 Pont du Carrousel and Gare d'Orléans.
- L'artista moderno Makiko Nakamura gli ha intitolato un'opera Pont du Carrousel, un quadro molto sombre.
- L'Italiano Paolo Frongia ha rappresentato il ponte nel suo dipinto La Senna, al mattino, da Pont du Carrousel.
- Pont du Carrousel è il titolo d'un poema in tedesco di Rainer Maria Rilke.
- Le pont du Carrousel è il titolo d'una canzone del gruppo Zebda, creata in seguito all'evento di cui sopra.